# Józef Radwan (1858–1936)
Józef Wiktor Radwan (ur. 17 października 1858 w Warszawie, zm. 24 czerwca 1936 w Kaliszu) – polski prawnik, literat, dziennikarz, drukarz i wydawca; redaktor naczelny dziennika „Gazeta Kaliska”.
W latach 1894–1923 Radwan był prezesem Kaliskiego Towarzystwa Wioślarskiego, w 1919 został pierwszym prezesem nowo powstałego Polskiego Związku Towarzystw Wioślarskich.
Józef Radwan został pochowany na cmentarzu Miejskim w Kaliszu.